# 小行星6414
小行星6414（英語：6414 Mizunuma）是一颗围绕太阳公转的小行星。1993年10月24日，小林隆男在大泉町发现了此天体。
这颗小行星的绝对星等为201.4897905408619等。